# Pop (àlbum)
Pop és el novè àlbum de la banda irlandesa de rock U2, que va sortir al mercat el març de 1997. L'àlbum és la continuació de la reinvenció de la banda durant els anys 90, ja que van buscar una nova direcció musica combinant rock alternatiu, música tecno, música dance i influències electròniques. L'àlbum incorpora una varietat de produccions tècniques relativament noves per U2, incloent-hi samplings, loops musicals, programació musical per la bateria, i seqüenciaments.